# 河南交通一卡通
河南交通一卡通项目是河南省交通一卡通有限责任公司统筹、发行工作以地方为主、全国通用的公共交通一卡通项目，主要应用于公交、地铁、出租车等公共交通工具。
河南交通一卡通项目发行品牌为轩辕通的卡片。轩辕通实体卡芯片内置在塑料卡片中，卡片充值后，放到带有“交通联合”标识的接收器上即能完成付款过程。轩辕通于2017年9月20日正式启用，主要用于整合河南省各辖市原有公共交通一卡通，是根据交通运输部印发实施的《城市公共交通IC卡技术规范》（JT/T 978-2015）发行的实现跨市域、跨交通方式消费的交通领域互联互通新型卡种。轩辕通旨在为大众提供便利的公共交通出行服务，可在全国交通一卡通互联互通的覆盖城市中带有“交通联合”标识的公共交通工具的刷卡乘车、无缝换乘。

## 历史
- 2016年5月31日，河南省交通运输厅在2015年11月向交通运输部提出了商用密钥申请，于2016年5月获得批复[4]。
- 2017年1月17日，河南省按照政府主导、市场运作的原则，成立省交通一卡通有限责任公司，承担省级清分结算平台系统的建设和运营任务，实现与全国交通一卡通清分结算平台数据交换。建立省、市（含省直管县〔市〕）两级清分结算平台。
- 2017年9月30日，河南省第一张交通一卡通卡“轩辕通”在周口市正式发行，标志着轩辕通正式走上交通一卡通全国互联互通的舞台，全省除郑州市以外的其他17个省辖市均可使用。
- 2018年6月14日，河南省改造公交、地铁刷卡机具2.21万台，交通一卡通发卡47.7万张，并覆盖了包含郑州市的全省18个省辖市，“轩辕通”实现全国累计刷卡交易总量破1亿笔。

## 轩辕通卡
轩辕通卡是河南省交通一卡通的省级品牌，是由河南省内各城市发行的交通一卡通的统称。根据《河南省交通一卡通互联互通工作实施方案》《河南省交通一卡通名称标识技术规范》，河南省交通一卡通有限责任公司负责建设全省一卡通文化品牌。
| 地级市   | 卡名称                     | 卡名称 | 备注 |
| -------- | -------------------------- | ------ | --- |
| 郑州市   | 绿城通                     | 轩辕通 | 由郑州城市一卡通有限责任公司发行 |
| 洛阳市   | 牡丹智行卡                 | 轩辕通 | 由洛阳交通一卡通有限公司（洛阳市交通运输集团有限公司）和洛阳市公共交通有限公司集团有限公司发行                                                                                     |
| 许昌市   | 许昌万里一卡通             | 轩辕通 | 由许昌万里一卡通科技有限责任公司发行；该公司同时负责发行河南省部分省管县及县级市轩辕通交通卡                                                                                       |
| 许昌市   | 许昌公交一卡通             | 轩辕通 | 由许昌市城市公共交通有限公司发行 |
| 平顶山市 | 平顶山交通一卡通（鹰城通） | 轩辕通 | 市区由平顶山公共交通总公司担当发卡工作。下辖县由以下机构担当发卡工作： 汝州市：轩辕通·汝州；汝州市公共交通运输有限公司 巩义市：轩辕通·巩义；河南省巩义市公交公司                   |
| 三门峡市 | 三门峡市公交IC卡           | 轩辕通 | 市区由河南省三门峡市公共交通公司担当发卡工作。下辖县由以下机构担当发卡工作： 卢氏县：卢氏县公共交通有限公司                                                                        |
| 焦作市   | 焦作公共交通互联互通卡     | 轩辕通 | 市区由焦作公共交通总公司担当发卡工作。下辖县由以下机构担当发卡工作： 孟州市：孟州公共交通互联卡；孟州市孟航公共交通有限责任公司 泌阳市：泌阳公交一卡通；泌阳市公共交通有限责任公司 |
| 安阳市   | 全国公交一卡通卡（安阳）   | 轩辕通 | 由安阳市公共交通总公司发行 |
| 驻马店市 | 天中通                     | 轩辕通 | 市区由驻马店市公共交通有限公司担当发卡工作。下辖县由以下机构担当发卡工作： 新蔡县：新蔡交通一卡通；新蔡县顺达城市公交有限公司                                                      |
| 南阳市   | 南阳交通一卡通卡           | 轩辕通 | 市区由南阳市公共交通总公司担当发卡工作。下辖县由以下机构担当发卡工作： 邓州市：轩辕通·邓州；邓州市城市公共交通有限责任公司                                                         |
| 开封市   | 开封公交一卡通             | 轩辕通 | 由开封市公共交通总公司发行 |
| 济源市   | 济源公交IC卡               | 轩辕通 | 由济源市交运公共交通有限公司发行 |
| 新乡市   | 新乡公交IC卡               | 轩辕通 | 市区由新乡市公共交通总公司担当发卡工作。下辖县由以下机构担当发卡工作： 滑县：轩辕通·滑县；滑县公交公司 辉县市：辉县公交IC卡；辉县市豫辉城市公共交通有限公司                        |
| 商丘市   | 商丘交通一卡通             | 轩辕通 | 市区由商丘交通一卡通有限公司担当发卡工作。下辖县由以下机构担当发卡工作： 民权县：轩辕通·民权；民权县晋发城市公交有限公司                                                           |
| 漯河市   | 漯河公交一卡通             | 轩辕通 | 由漯河市公共交通有限责任公司发行 |
| 濮阳市   | 濮阳公共交通互联互通卡     | 轩辕通 | 由濮阳市众意公共交通有限公司发行 |
| 信阳市   | 茶城通                     | 轩辕通 | 由信阳市公共交通总公司发行 |
| 鹤壁市   | 鹤壁公交IC卡               | 轩辕通 | 由鹤壁市国控公共交通有限公司发行 |
| 周口市   | 周口交通一卡通卡           | 轩辕通 | 由周口市公共交通总公司发行 |

## 购卡与充值
目前河南省各省辖市均设有服务中心来办理卡片购买和充值服务。

## 虚拟卡
用户可通过下载安装“轩辕通”手机应用，在通过实名认证并充值后即可实现在全省公共交通工具上手机乘车，扫码支付。

## 使用
轩辕通可用城市参见全国交通一卡通互联互通覆盖城市。 
轩辕通卡为不记名押金卡，不可挂失、不计息，可换卡，市民无须提交身份信息，卡内仅具有普通钱包功能，也可按规定退卡及卡内余额。目前仅支持在当地售卡点充值，为了保证异地乘车有效性，请确保卡内余额充足。异地消费按当地优惠政策执行，该卡不可异地充值、异地退卡，也不能透支消费。

## 參看
- 全国交通一卡通互联互通
- 绿城通